# 赤木里帆
赤木 里帆（あかぎ りほ、1998年8月4日 - ）は、日本の女子バスケットボール選手である。バスケットボール女子日本リーグの富士通レッドウェーブ所属。ポジションはガード。ニックネームは「ヨウ」。

## 人物
大分県出身。
戸次中学校で全中ベスト16を経験し、桜花学園高校でインターハイ・ウィンターカップ制覇した後、東京医療保健大学でもインカレ優勝。
卒業後の2021年、富士通レッドウェーブに加入。

## 経歴
- 桜花学園高 - 東京医療保健大 - 富士通レッドウェーブ（2021〜）